# Petinomys
A Petinomys az emlősök (Mammalia) osztályának a rágcsálók (Rodentia) rendjébe, ezen belül a mókusfélék (Sciuridae) családjába tartozó nem.

## Rendszerezés
A nembe az alábbi 9 faj tartozik:
- Basilan-szigeti repülőmókus (Petinomys crinitus) Hollister, 1911
- Petinomys fuscocapillus Jerdon, 1847
- Petinomys genibarbis Horsfield, 1822
- Hagen-repülőmókus (Petinomys hageni) Jentink, 1888
- Petinomys lugens Thomas, 1895 - típusfaj
- mindanaói repülőmókus (Petinomys mindanensis) Rabor, 1939
- Petinomys sagitta Linnaeus, 1766
- Temminck-repülőmókus (Petinomys setosus) Temminck, 1844
- Vordermann-repülőmókus (Petinomys vordermanni) Jentink, 1890